# Myotis morrisi
Myotis morrisi — вид рукокрилих роду Нічниця (Myotis).

## Поширення, поведінка
Проживання: Ефіопія, Нігерія. Тварини були зареєстровані в печерах та інших підземних місцях в сухих і вологих саванових місцях проживання.